# Schweinbach (Wildenberg)
Schweinbach ist ein Gemeindeteil der Gemeinde Wildenberg im niederbayerischen Landkreis Kelheim. Bis zum 31. Dezember 1945 bildete es eine selbstständige Gemeinde.

## Lage
Das Dorf Schweinbach liegt in der Hallertau an der Bundesstraße 299 etwa zwei Kilometer südwestlich von Wildenberg.

## Geschichte
Bereits 773 wurde „Sveinpah“ erstmals erwähnt. Die Hofmark Schweinbach war ein Bestandteil der Herrschaft Wildenberg. Von 1818 bis 1946 bildete Schweinbach mit Eschenhart eine eigenständige Gemeinde. Sie gehörte zum Bezirksamt und später Landkreis Rottenburg an der Laaber. 1945/1946 wurde sie in die Gemeinde Wildenberg eingegliedert.

## Sehenswürdigkeiten
- Ortskapelle. Der neuromanische, flachgedeckte Bau mit flachgedeckter Säulenvorhalle wurde 1840 errichtet und 1934 erweitert. Das Altärchen stammt aus der ersten Hälfte des 18. Jahrhunderts.

## Vereine
- Freiwillige Feuerwehr Schweinbach